# Sandusky Bay

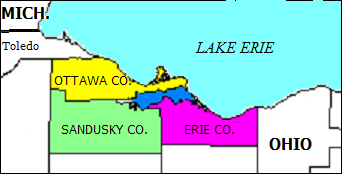
Lage der Sandusky Bay (dunkelblau)

Die Sandusky Bay (deutsch: Sandusky-Bucht) ist das Gewässer zwischen dem Erie, Ottawa und Sandusky County im US-Bundesstaat Ohio, ganz im Süden des Eriesees. Die 32 km lange und 8 km breite Sandusky Bay erstreckt sich von der Muddy Creek Bay bis nach Cedar Point, das bereits zu dem Ort Sandusky in Ohio gehört.
Der Sandusky River mündet in die Sandusky Bay an deren westlichstem Punkt.
Koordinaten: 41° 28′ N, 82° 51′ W